# Pawpaw
Acest articol se referă la pawpaw originar din Statele Unite ale Americii, aparținând genului Asimina. În restul lumii, numele de pawpaw denumește fructul tropical neînrudit papaya (Carica papaya).
Pawpaw (Asimina), cunoscut și ca banană de prerie sau banană Ozark, este un gen de opt sau nouă specii de arbori mici cu frunze mari și fructe, native pentru America de Nord. Genul include cele mai mari fructe comestibile orginare din America de Nord. Sunt arbori mici ca înălțime, care cresc pe soluri fertile de adâncime mare. Numele, ortografiat: paw paw, paw-paw sau papaw, derivă probabil de la cuvântul spaniol papaya, posibil de la similaritatea cu fructul lor. Pawpaw se află în aceeași familie, Annonaceae, cu custard-apple, cherimoya, sweetsop și soursop, și este singurul membru al acestei familii ce nu apare doar la tropice.
Pawpaw sunt tufe sau arbori mici, cu o înălțime de la 2 m până la 12 m. Frunzele sunt alternate, simplu ovate, întregi, cu o lungime de 20–35 cm și late de 10–15 cm. Arborele nordic de pawpaw comun, rezistent la frig are frunze căzătoare, în timp ce speciile sudice sunt deseori sempervirescente. Florile urât mirositoare sunt produse singure sau câte maxim opt împreună; sunt mari, cu un diametru de 4–6 cm, perfecte, cu șase sepale și petale (trei mari exterioare și trei mici interioare). Culoarea petalelor variază de la alb la violet sau roșu-maroniu. Polenizate de către cărăbuși și muște de gunoi necrofage, florile emit un miros slab care atrage puțini polenizatori, limitând astfel producția de fructe. Cultivatorii majori plasează uneori carne putrezindă lângă copaci pentru a atrage insectele polenizatoare.
Fructele sunt mari și comestibile, cu o lungime de 5–16cm și o lățime de 3–7cm, cântărind între 20 și 500 g, având numeroase semințe; sunt verzi când sunt necoapte, maturate având o culoare galbenă sau maro. Au o aromă oarecum similară cu cele ale bananei și mangoului, variind significant după varietate și au mai multe proteine decât majoritatea fructelor.

## Specii

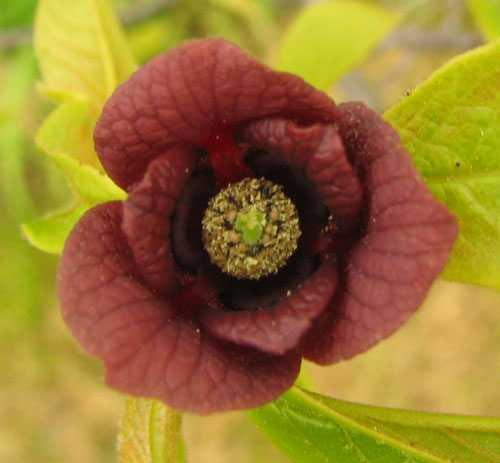
Floare a speciei Asimina triloba

- Asimina angustifolia Raf. - Pawpaw cu frunze înguste. Florida, Georgia și Alabama.
- Asimina incana (W. Bartram) Exell - Pawpaw lânos. Florida și Georgia.
- Asimina obovata (Willd.) Nash - Pawpaw cu flori mari. Florida.
- Asimina parviflora (Michx.) Dunal - Pawpaw cu flori mici. Statele sudice, din Texas pănâ în Virginia.
- Asimina pygmea (W. Bartram) Dunal - Pawpaw pitic. Florida și Georgia.
- Asimina reticulata Shuttlw. ex Chapman - Netted Pawpaw. Florida și Georgia.
- Asimina tetramera Small - Pawpaw cu patru petale. Florida Stare de conservare: Amenințat
.
- Asimina triloba (L.) Dunal - Pawpaw comun. Sudul Ontario, Canada și estul Statelor Unite din New York până în Nebraska, din Florida până în Texas.

## Cultivare

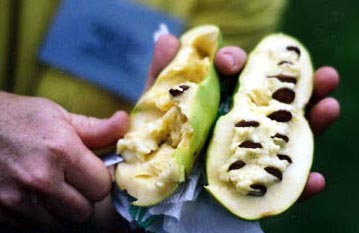
Asimina triloba este deseori denumită Banană de prerie datorită texturii cremoase și aromei asemănătoare.

Deși este un fruct delicios și hrănitor, pawpaw nu a fost cultivat la aceeași scară cu merele sau perele, în principal pentru că nu pot fi păstrate și transportate în siguranță. Este de asemenea greu de transplantat arborele din cauza rădăcinii sale lungi, pivotante. Varietățile sunt propagate prin altoire.
În ultimul timp, pawpaw a atras interesul multora, în special al cultivatorilor organici, deoarece este un fruct care nu are prea mulți dăunători și care, deci, nu are nevoie de mult pesticid pentru creștere. Problema conservării și transportării a dus la găsirea soluției de a îngheța pulpa fructului. Și printre grădinarii minori (ca mărime) pawpaw a câștigat un loc important datorită apetitului de fructe proaspete și datorită întreținerii sale relativ ușoare odată realizată plantarea.
Cultivarea și recoltarea comercială de pawpaw sunt cel mai bine dezvoltate în sud-estul statului Ohio. Ohio Asociația Cultivatorilor de Pawpaw Arhivat în 9 august 2018, la Wayback Machine. sponsorizează anual Festivalul Pawpaw Ohio de la Lacul Snowden lângă Albany, Ohio. Acest grup face presiuni la Ohio General Assembly pentru ca pawpaw să devină fructul statal.
Florile nu se pot autopoleniza, având nevoie de polenizare încrucișată. Florile produc un iz similar celui al cărnii în descompunere pentru a atrage muște de gunoi și cărăbuși pentru polenizarea încrucișată. Lipsa acesteia este cauza principală pentru obținerea unei cantități mici de fructe, de aceea cultivatorii recurg la polenizarea manuală sau la agățarea unor bucăți de carne pentru a atrage insectele.
Acest arbore colonial are puternica tendință de a forma desișuri dacă nu este controlat.

## Istorie
Primele atestări ale acestor fructe sunt dintr-un raport al unei expediții din 1541 a lui Hernando de Soto, care i-a găsit pe americanii nativi cultivând arborii la est de râul Mississippi. Expediția lui Lewis și Clark a depins și chiar a subzistat uneori cu pawpaw în timpul călătoriilor. Fructul de pawpaw rece era desertul favorit al lui George Washington, iar Thomas Jefferson îl cunoștea foarte bine, dat fiind faptul că l-a plantat la Monticello.

## Proprietăți medicinale
Compușii chimici găsiți în scoarța și frunzele arborelui pawpaw sunt în prezent cercetați pentru proprietățile lor de a combate cancerul. Cultivatorii speră ca acest lucru să ducă la o creștere a cererii din partea industriei farmaceutice.
În homeopatie, triloba este folosită ca remediu pentru scarlatină și iritații ale pielii.